# Hadza
För folkgruppen, se hadzafolket.
Hadza eller hatsa är ett mycket litet (drygt 1000 talare), men inte utrotningshotat språk som talas av hadzafolket runt Eyasisjön i Tanzania, där en del av folkgruppen lever ett jägare-samlare-liv.
Hadza räknas ofta till khoisanspråken, där det och sandawe skulle utgöra egna grenar, men detta är omstritt. Den enda länken till de geografiska avlägsna khoisanspråken i södra Afrika tycks vara förekomsten av klickljud. Även släktskapet med sandawe är omstritt, då de flesta lexikala likheter tycks härröra från lånord.
Språket har fem vokaler, [i e a o u], men en rik flora konsonanter. Substantiven delas in i två genus, maskulinum och femininum, där genus framgår av ordets utseende: maskulina ord slutar i singular på -Ø, feminina på -ko.